# Enrico Garbosi
Enrico Garbosi (Venezia, 7 aprile 1916 – Varese, 6 gennaio 1973) è stato un cestista e allenatore di pallacanestro italiano.
Ha dato il suo apporto migliore alla pallacanestro femminile italiana: è stato C.T. della nazionale e ha vinto quattro titoli consecutivi con la Ginnastica Comense 1872.

## Carriera
Da giocatore, ha vinto gli scudetti 1941-42 e 1942-43 con la Reyer Venezia.
Nel 1948 è stato nominato commissario tecnico della nazionale italiana di pallacanestro femminile. È rimasto in carica per 24 partite, fino al 1953 prendendo parte all'Europeo Budapest 1950 (quinto posto), al Torneo di Nizza (secondo) e all'Europeo Mosca 1952 (sesto).
Contemporaneamente, ha vinto quattro scudetti nel campionato femminile con la Comense Como, con cui rimane per sette anni dal 1947 al 1954 e tra il 1951 e il 1953 e nel 1955-56 seguì la Reyer Venezia maschile. Dal 1956 al 1962 ha guidato la Pallacanestro Varese, con cui ha vinto lo scudetto 1960-61. Nel 1962-63 è passato alla seconda squadra varesina, la Prealpi, con cui conquista il quarto posto.
Alla fine degli anni '50 fu in contemporanea con la Ignis Varese (allora si poteva purché ci fossero due divisioni di differenza) allenatore della Alessi Fulgor Omegna per tre campionati.
Fu poi a Milano, sponda All'Onestà, come direttore tecnico e successivamente, dopo l'esonero di Vittorio Tracuzzi nel campionato 1969-1970, co-allenatore con un giovane Riccardo Sales, poiché Romano Forastieri, allenatore ufficiale, non aveva ancora conseguito il patentino.
A lui è dedicato il Trofeo Internazionale Città di Varese, riservato a squadre giovanili.

## Palmarès

### Giocatore
- Campionato italiano: 2

Reyer Venezia: 1941-42, 1942-43

### Allenatore
- Campionato italiano: 1

Pall. Varese: 1960-61
- Campionato italiano femminile: 4

Comense Como: 1949-50, 1950-51, 1951-52, 1952-53